# Campionati europei di triathlon long distance del 2004
I Campionati europei di triathlon long distance del 2004 (XI edizione) si sono tenuti a Immenstadt, Germania in data 17 luglio 2004.
Tra gli uomini ha vinto il belga Gerrit Schellens, mentre la gara femminile è andata alla danese Lisbeth Kristensen.

## Risultati

### Élite uomini
| Pos. | Nome              | Paese       | Nuoto    | Bici     | Corsa    | Totale   |
| ---- | ----------------- | ----------- | -------- | -------- | -------- | -------- |
|      | Gerrit Schellens  | Belgio      | 00:55:05 | 04:05:00 | 01:48:54 | 06:49:00 |
|      | Niels Goerke      | Germania    | 00:57:06 | 03:58:48 | 01:54:18 | 06:50:00 |
|      | Petr Vabrousek    | Rep. Ceca   | 00:53:51 | 04:07:00 | 01:55:30 | 06:56:00 |
| 4    | Petr Tomas        | Rep. Ceca   | 00:51:49 | 04:02:00 | 02:04:02 | 06:58:00 |
| 5    | Jan Vodehnal      | Rep. Ceca   | 00:53:53 | 04:05:00 | 02:00:56 | 07:00:00 |
| 6    | Jan Wainer        | Rep. Ceca   | 00:53:26 | 04:05:00 | 02:05:17 | 07:03:00 |
| 7    | Fermo Bernasconi  | Italia      | 00:54:49 | 03:59:30 | 02:12:38 | 07:06:00 |
| 8    | Werner Uberbacher | Italia      | 00:57:15 | 04:02:00 | 02:10:48 | 07:10:00 |
| 9    | Marco Saia        | Italia      | 00:58:33 | 04:05:00 | 02:07:35 | 07:11:00 |
| 10   | Stephan Bayliss   | Regno Unito | 00:53:14 | 04:08:00 | 02:10:32 | 07:12:00 |
| 11   | Ole Stougaard     | Danimarca   | 01:01:06 | 04:04:00 | 02:08:45 | 07:14:00 |
| 12   | Daniel Hehle      | Germania    | 00:49:33 | 04:05:00 | 02:23:04 | 07:18:00 |
| 13   | Harald Funk       | Germania    | 00:57:08 | 04:07:00 | 02:16:37 | 07:20:00 |
| 14   | Luis Santos       | Portogallo  | 00:54:48 | 04:20:00 | 02:07:31 | 07:22:00 |

### Élite donne
| Pos. | Nome                | Paese       | Nuoto    | Bici     | Corsa    | Totale   |
| ---- | ------------------- | ----------- | -------- | -------- | -------- | -------- |
|      | Lisbeth Kristensen  | Danimarca   | 00:53:45 | 04:31:00 | 02:16:27 | 07:41:00 |
|      | Stefania Bonazzi    | Italia      | 01:05:41 | 04:30:00 | 02:10:59 | 07:46:00 |
|      | Francoise Wellekens | Belgio      | 01:02:04 | 04:27:00 | 02:19:28 | 07:49:00 |
| 4    | Rachel Horn         | Regno Unito | 01:00:57 | 04:30:00 | 02:19:01 | 07:50:00 |
| 5    | Heike Funk          | Germania    | 00:55:15 | 04:34:00 | 02:22:10 | 07:51:00 |
| 6    | Simone Buerli       | Svizzera    | 00:54:46 | 04:38:00 | 02:19:18 | 07:52:00 |
| 7    | Natallia Barkun     | Bielorussia | 01:04:37 | 04:35:00 | 02:12:31 | 07:52:00 |
| 8    | Eva Novakova        | Rep. Ceca   | 00:52:00 | 04:39:00 | 02:26:47 | 07:58:00 |
| 9    | Beth Thomson        | Regno Unito | 00:51:55 | 04:40:00 | 02:39:53 | 08:12:00 |
| 10   | Tove Wiklund        | Svezia      | 00:59:58 | 04:30:00 | 03:03:56 | 08:34:00 |
| 11   | Anne Fallows        | Regno Unito | 01:05:38 | 04:58:00 | 02:32:25 | 08:36:00 |